# Daniele Caimmi
Daniele Caimmi (Jesi, 17 december 1972) is een Italiaanse langeafstandsloper, die is gespecialiseerd in de marathon. Hij werd Italiaans kampioen op de 10.000 m en de halve marathon. Verder schreef hij diverse grote marathons op zijn naam. Hij nam tweemaal deel aan de Olympische Spelen. In december 2002 liep hij zijn persoonlijk record op de marathon van Milaan van 2:08.59.

## Loopbaan
Zijn olympische debuut maakte Caimmi in 2000 op de Olympische Spelen van Sydney. Hij sneuvelde in de voorrondes van de 10.000 m met een tijd van 29.01.26. Vier jaar later nam hij wederom deel aan de Spelen en werd in Athene 52e op de olympische marathon in een tijd van 2:23.07.
Caimmi won de marathon van Turijn in 2003 in 2:10.08. In 2007 werd hij vierde op deze wedstrijd. Op de marathon van Rome in 2006 werd hij tweede achter de Keniaan David Mandago.
Caimmi werd op de marathon tiende tijdens de wereldkampioenschappen van 1999 in Sevilla, vierde op de marathon tijdens de Europese kampioenschappen van 2002 in München en zesde op de WK van 2003.

## Titels
- Italiaans kampioen 10.000 m - 2000
- Italiaans kampioen halve marathon - 1999

## Persoonlijke records
Baan
| Onderdeel | Prestatie | Datum            | Plaats   |
| --------- | --------- | ---------------- | -------- |
| 5000 m    | 13.26,26  | 6 juni 2001      | Milaan   |
| 10.000 m  | 27.48,64  | 30 augustus 2000 | Rovereto |

Weg
| Onderdeel      | Prestatie | Datum            | Plaats  |
| -------------- | --------- | ---------------- | ------- |
| 10 km          | 28.43     | 31 december 1999 | Bolzano |
| halve marathon | 1:01.35   | 24 februari 2002 | Ostia   |
| marathon       | 2:08.59   | 1 december 2002  | Milaan  |

## Palmares

### 10.000 m
- 1999:  Italiaanse kamp. in Sulmona - 29.10,15
- 1999:  Stadio Dall'ario in Bologna - 28.13,38
- 2000:  Italiaanse kamp. in Carpi - 28.12,09
- 2000: 4e Palio della Quercia in Rovereto - 27.48,64
- 2000: 15e in serie OS - 29.01,26
- 2002:  Italiaanse kamp. in Valmontone - 28.22,36
- 2009: 15e Europacup - 28.53,19
- 2012:  Italiaanse kamp. in Terni - 29.25,30

### 5 km
- 2000:  Giro Podistico di Vipiteno - 13.51,1

### 10 km
- 1997:  Best Woman in Fiumicino - 29.27
- 2002: 5e Corritreviso in Treviso - 30.39
- 2004: 4e Scalata al Castello in Arezzo - 29.28
- 2004:  Circuito Internazionale Città di Molinella - 28.49
- 2005:  Memorial Peppe Greco in Scicli - 29.48
- 2005:  Run Like a Deejay in Milaan - 29.09
- 2006:  La Corsa di Miguel in Rome - 30.32
- 2006:  Trofeo Podistico Internazionale in Misterbianco - 30.33
- 2008: 4e Tutta Dritta in Turijn - 31.00
- 2009:  Notturna di San Giovanni in Florence - 29.43
- 2012:  Stratrieste by Night in Trieste - 35.07
- 2012:  Olioliva in Impeia - 30.42
- 2013:  Strafoligno Decathlon in Foligno - 30.45
- 2014:  Trofeo Podistico Città di Senigallia - 32.01

### 15 km
- 2009:  Corsa di San Martino in Controguerra - 46.04

### halve marathon
- 1993: 19e halve marathon van Lucca - 1:06.40
- 1995:  halve marathon van Porto Recanati - 1:05.50
- 1996:  halve marathon van Ferrara - 1:03.41
- 1996: 5e halve marathon van Ponte san Giovanni - 1:06.38
- 1996:  halve marathon van Porto Recanati - 1:04.40
- 1997: 12e halve marathon van Foligno - 1:04.32
- 1998: 27e WK in Uster - 1:02.33
- 1999:  halve marathon van Busto Arsizio - 1:02.31
- 2000: 36e WK in Veracruz - 1:07.38
- 2001:  halve marathon van Ravenna - 1:02.32
- 2001: 7e halve marathon van Arezzo - 1:04.06
- 2001: 34e WK in Bristol - 1:03.16
- 2002: 4e halve marathon van Ostia - 1:01.35
- 2002: 40e WK in Brussel - 1:04.00
- 2004: 4e halve marathon van Ostia - 1:02.28
- 2006:  halve marathon van Grottammare - 1:05.34
- 2006:  halve marathon van Ostia - 1:03.15
- 2006: 7e halve marathon van Rubiera - 1:03.46
- 2007: 5e halve marathon van Ostia - 1:03.01
- 2007:  halve marathon van Ravenna - 1:03.30
- 2007: 41e WK in Udine - 1:02.57
- 2008:  halve marathon van Fucecchio - 1:05.55
- 2009: 62e WK in Birmingham - 1:05.23
- 2011:  halve marathon van Jesi - 1:12.05
- 2012:  halve marathon van Santa Margherita Ligure - 1:05.53
- 2013:  halve marathon van Orbetello - 1:09.40
- 2013:  halve marathon van Trieste - 1:08.42
- 2014:  halve marathon van Ravenna - 1:09.58
- 2014:  halve marathon van Ancona - 1:14.00
- 2014:  halve marathon van Jesi - 1:08.49
- 2015: 4e halve marathon van Centobuchi - 1:09.49
- 2015: 4e halve marathon van San Benedetto del Tronto - 1:09.11
- 2015: 5e halve marathon van Jesi - 1:12.32

### marathon
- 1996: 7e marathon van Capri - 2:13.45
- 1998:  Marathon van Venetië - 2:12.41
- 1999: 12e marathon van Rotterdam - 2:11.29
- 1999: 10e WK - 2:16.23
- 2001:  marathon van Venetië - 2:10.26
- 2001: 6e marathon van Turijn - 2:13.01
- 2002:  marathon van Milaan - 2:08.59
- 2002: 4e EK - 2:13.30
- 2002: 4e marathon van Rome - 2:11.33
- 2003:  marathon van Turijn - 2:10.08
- 2003: 6e WK - 2:09.29
- 2004: 52e OS - 2:23.07
- 2006:  marathon van Rome - 2:09.30
- 2006: 6e marathon van Venetië - 2:16.28
- 2007: 4e marathon van Turijn - 2:11.10
- 2007:  marathon van Florence - 2:14.47
- 2009: 5e marathon van Florence - 2:15.14
- 2010:  marathon van Trévise - 2:12.49
- 2010: 31e EK - 2:29.18
- 2015: 4e marathon van Russi - 2:26.05
- 2015: 6e marathon van Trieste - 2:30.27

### veldlopen
- 1999: 25e WK (lange afstand) - 41.20
- 2000:  WK militairen in Algiers - 35.31
- 2003:  WK militairen in Saint Astier - onbekende tijd
- 2005: 20e EK in Tilburg - 27.55